# 정신 세계
정신 세계(精神世界)는 정신이나 마음의 세계를 넓게 가리키기 위한 용어.
종교나 철학이나 심리학이 취급하는 세계 전반을 가리킬 수 있다. 하지만, 그 중에서도 특히 뉴 에이지의 운동 이후에 사람들로부터 관심을 모으게 된 여러 가지 영역을 정리해 가리키기 위한 용어로서 자주 이용되고 있다. 「물질 세계」의 대의어로서 자리 매김되는 것이 많다.

## 개설
정신 세계란, 종교나 철학이나 심리학이 취급하는 세계전반을 가리킬 수 있지만, 그 중에서도 특히 뉴 에이지의 일련의 운동 이후에 사람들의 관심을 모으게 되었던 것들을 가리키기 위해서 자주 이용되고 있다. 정신 세계이므로, 눈으로 보거나 손으로 닿거나 하는 영역에는 속하지 않는 것이 중심이 되고 있다.
출판계에선, 미국에서 뉴 에이지의 운동이 융성해, 거기서 어떤 종류의 사조나 실천(영성을 회복하려고 하는 운동을 포함※)이 전개되어 그것이 일본에도 영향을 미치게 된 후, 종교나 철학과는 다른 카테고리로서 「정신 세계」라고 하는 장르가 확립되었다. 1980년 전후에는 각 서점에 「정신 세계의 책」이라는 코너가 설치되어 뉴 에이지, 신 과학, 명상, 요가, 센도, 신비주의, 유심론, 심령, 채널링 등의 책이 거기에 배치되어 있다. 또 심리학 등의 안으로부터 특히 카를 융이나 트랜스 퍼스널 심리학 등의 책이 선택되어 배치되어 있는 경우도 있다. 서점에 따라서는 UFO나 고대사 등의 책이 줄지어 있기도 한다. 「정신 세계총카탈로그: 전문 서점이 선택한, 마음과 사람과 세계를 둘러싼 책」이라고 하는 카탈로그의 2000년판에서는, 실로 10588권의 서적이 게재, 카탈로그화 되고 있다.
종교, 철학, 신화, 민간 신앙 등에서는 다양한 정신 세계론이 말해져 영계나 신들의 세계나 마계가 존재하는 세계론이나, 절대적인 다른 사람인 유일한 창조신과 피조물로 성립된다고 하는 세계론, 혹은 모두는 하나의 신이며 이 세상은 가짜의 모습과 보는 세계론, 모두는 하늘로 하는 세계론, 애니미즘, 범신론, 인격신, 사람축에 들지 못한 사람격신 등, 실로 여러 가지 세계관이 말해지고 있다. 단지 안 보이는 세계가 존재한다고 말할 뿐만 아니라, 그 내부에 질서성, 계층성, 다중 구조성등이 있어 다원성이 있다는 설이나, 반대로 본질적으로는 일원으로, 다원으로 보이는 것은 가짜라는 설 등도 존재하고 있다. 정신·마음으로 구성된 세계가, 눈으로 보고 손으로 닿을 수 있는 물질 세계와 겹쳐 존재하고 있다는 세계관※도 있어, 또 본질적으로 하나라고 하는 세계관도 말해지고 있다.
정신 세계의 장르에서는, 안 보이는 세계를 알려고 할 뿐만 아니라, 안 보이는 세계와의 교류에 의해 어떠한 체험을 하는 것으로, 자신의 정신의 변혁을 도모하려는 경향의 책도 많이 볼 수 있다.
유물 주의의 입장을 취하는 사람은, 심리학이나 철학이나 문화 전반에 무관심하고 공부에 힘쓰지 않은 경향이 있어, 이 장르에 속하는 것에 관계해 별로 지식이 없는 것이 많아, 지식이 없는 채 「정신 세계」를(상표 용어의 의미로의) 「오컬트」라고 단순하게 합선 시키는 것도 많다. 하지만 이것은 역시 이해 부족이나 공부 부족이며, 양자는 일부 겹치는 것은 있지만, 기본적으로는 다른 개념이다.

## 관련 도서
- 유아사 야스오 「고대인의 정신 세계」미네르바 서점, 1980년
- 「정신 세계의 책」히라카와 출판사, 1981년
- 히라노 히토시계 「일본의 신들: 고대인의 정신 세계」코단샤, 1982년
- 이케미징륭 「중세의 정신 세계: 죽음과 구제」인문 서원, 1985년 ISBN 4409410679
- 쿠라타 햐쿠조 「쿠라타백3의 정신 세계: 출가와 그제자」백고회, 1990년
- 나이토경대 「 나찾기・정신 세계 입문-요가와 명상으로 퍼지는 「마음의 우주」」실업지일본사, 1993년 ISBN 4408340421
- 아베주리 「미국 선주민의 정신 세계」NHK 북스, 1994년
- 세끼노 직행 「당신에게 좋은 정신 세계」PHP 연구소, 1996년 ISBN 4569554490
- 도원진 「정신 세계의 행방-현대 세계와 신영성 운동」도쿄도 출판, 1996년 ISBN 4490202989
- 키타가와 류조 츠카사 「정신 세계를 알 수 있는 사전: 마음의 불가사의가 보여 온다」일본 실업 출판사, 1998년
- 「정신 세계가 보여 온다: 인간이란 무엇인가 기분즈귀로는 무엇인가」산마크 출판 1999년
- 야마모토 시게루희 「두근두근 정신 세계」문예사, 2001년 ISBN 4835515692
- 컬 스네손 「바그너와 인도의 정신 세계」호세 대학 출판국 총서 성게 베루시 타스, 2001년 ISBN 4588007289
- 하시모토간자 「료우칸의 정신 세계와 문학: 대우 료우칸의 연구」고고당서점, 2003년
- 야마카와 켄이치 「힐링・하이 아우라 체험과 정신 세계」환동사, 2009년
- 쿠리모토 신이치로우 「인류 신세기 종국의 선택- 「정신 세계」는 「과학」이다」청춘 출판사, 1991년 ISBN 4413030184

정신 세계책의 카탈로그
- 「정신 세계총카탈로그: 전문 서점이 선택한, 마음과 사람과 세계를 둘러싼 책」(정신 세계에 관련하는 개수천권~1만 수천권, 백 이상의 장르로 나누어 소개하고 있다. 1995년, 1996년, 1997년, 1999년, 2000년판 있음. 2000년판으로 10588권 게재)

## 같이 보기
- 무의식
- 뉴 에이지
- 영성
- 트랜스 퍼스널 심리학
- 오컬트, 오컬트 잡지
- 유사 과학, 톤데모 책
- 신비주의
- 크리스트교 신비주의
- 타마출판